# Salix bicolor
Salix bicolor es una especie de sauce perteneciente a la familia de las salicáceas. Se encuentra en  Europa.

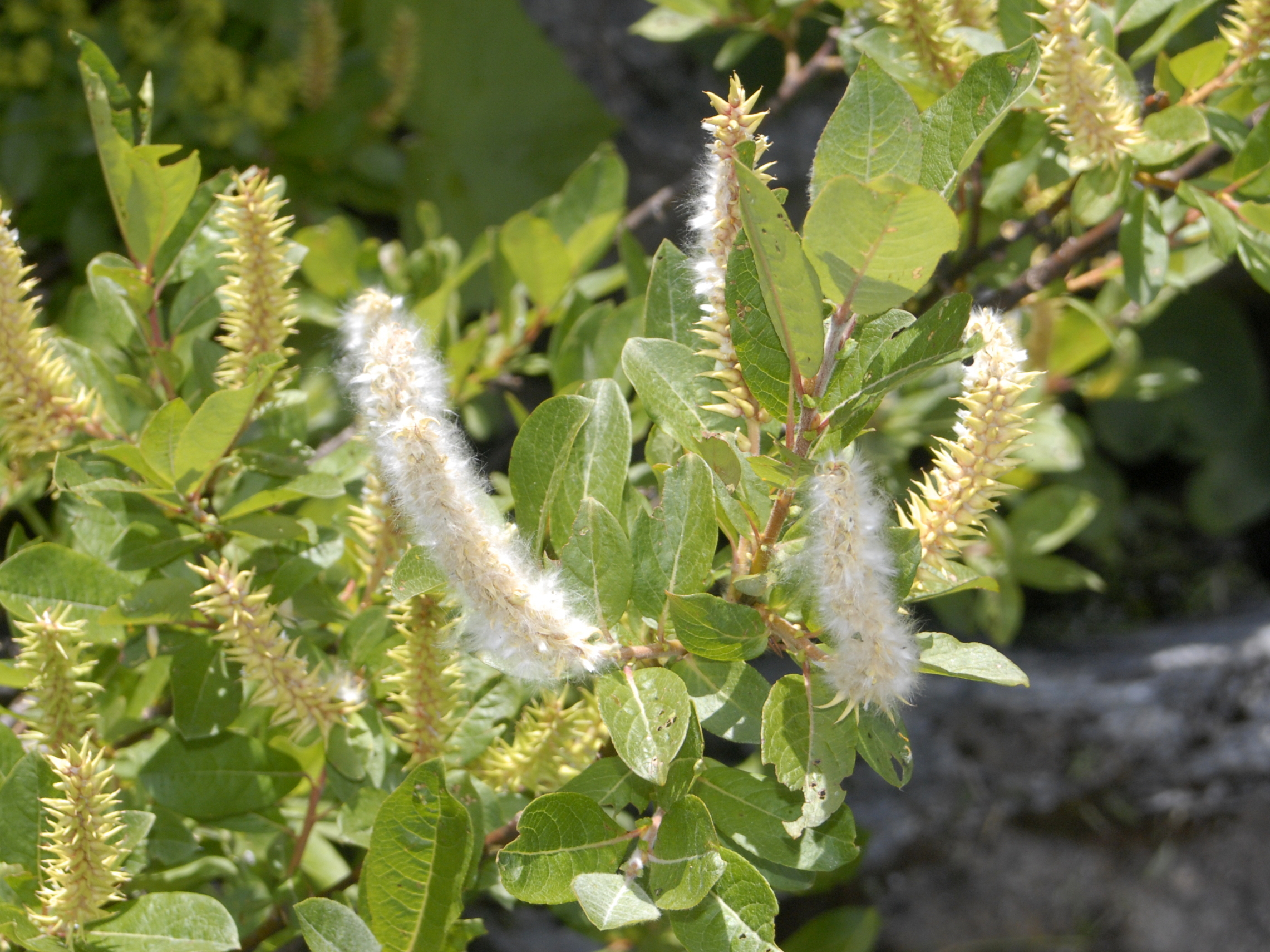
Inflorescencia

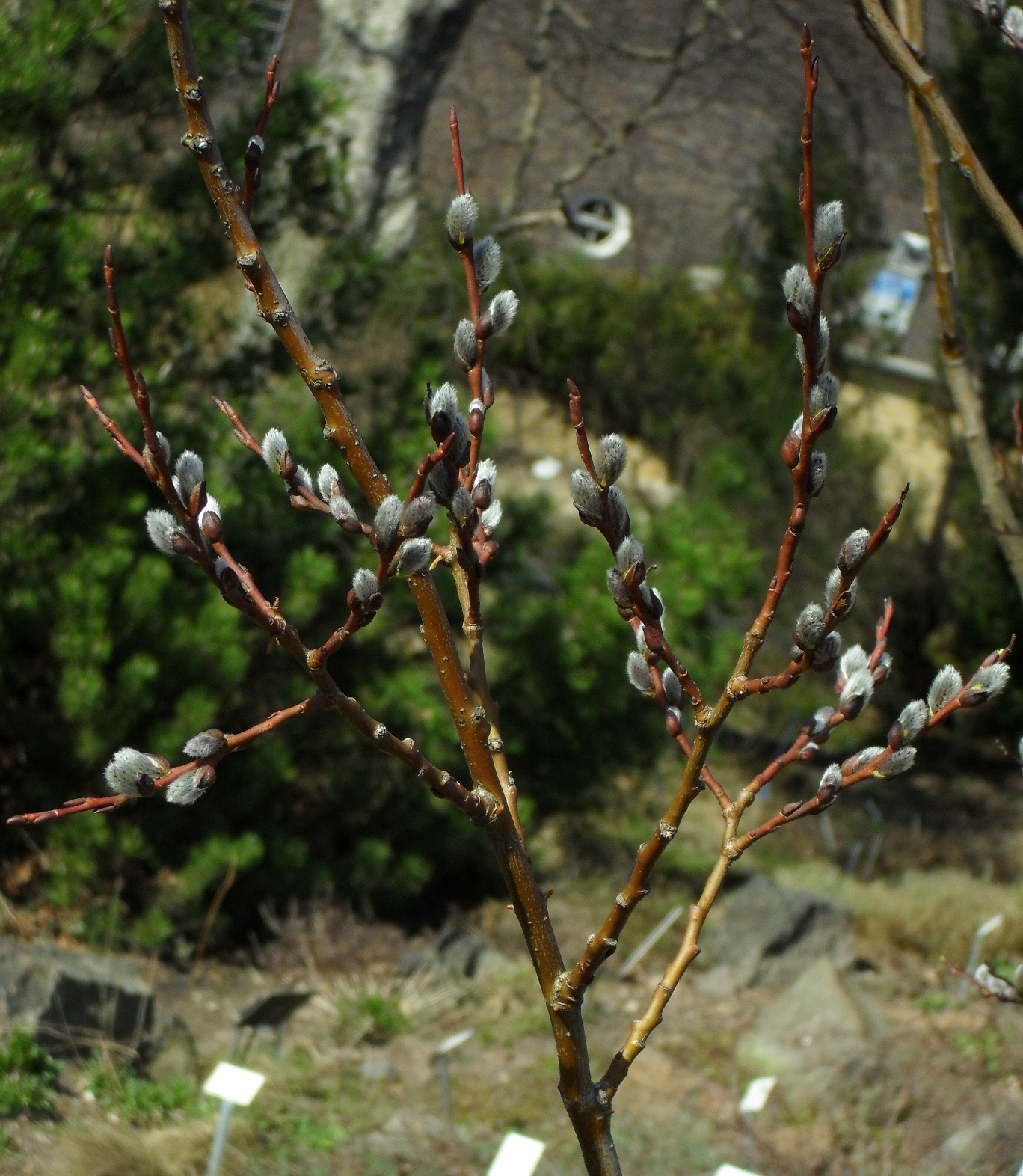
Detalle de la planta

## Descripción
Es un arbusto que alcanza un tamaño de 1-2 m de altura. Las ramas del año pelosas o glabras, las adultas glabras, anaranjadas, amarillentas, castañas o castaño-rojizas. La madera descortezada con estrías. Las hojas 5(8) × 2-3 cm, oblongo-transovadas, elípticas, transovado-elípticas, pocas veces lanceoladas o transovado-lanceoladas, con el ápice agudo, pocas veces recurvado, base redondeada o apenas atenuada, margen revoluto, entero, paucidentado o irregularmente dentado-serrado y con 5-10 pares de nervios laterales, brillantes, fuertes y coriáceas, glabras o pocas veces glabrescentes por el haz, glabras o glabrescentes (pelos generalmente adpresos) y glaucas por el envés; pecíolo normalmente de más de 0,5 cm, glabro o con muy pocos pelos y de base ancha; estípulas presentes y persistentes, sobre todo en las hojas del extremo de las ramas, o inexistentes. Amentos hasta 3 × 1 cm, coetáneos, sobre pedúnculos largos con brácteas foliáceas; bráctea floral lanceolada, oblonga, ovalada o transovada, con el ápice agudo u obtuso y más obscuro que el resto, con pelos largos y rectos. Flores masculinas con estambres de filamentos libres, glabros, excepcionalmente con pelos; las femeninas con pistilo tomentoso, pedicelado, estilo largo y estigmas enteros o bífidos.

## Hábitat
Se encuentra en zonas húmedas, sobre suelo rico en humus y arcillas, pero pobre en bases; a una altitud de (1200)1500-2300 m. V-VI. Montañas del S de Europa.

## Taxonomía
Salix bicolor fue descrita por Carl Ludwig Willdenow y publicado en Berlinische Baumzucht, oder Beschreibung der in den Gärten um Berlin 339, en el año 1796
Citología
Número de cromosomas de Salix bicolor (Fam. Salicaceae) y táxones infraespecíficos: 2n=114
Etimología
Salix: nombre genérico latino para el sauce, sus ramas y madera.
bicolor: epíteto latino que significa "con dos colores".
Sinonimia
- Salix phylicifolia subsp. bicolor (Willd.) O. Bolòs & Vigo in Butll. Inst. Catalana Hist. Nat. 38: 84 (1974)
- Salix phylicifolia L., Sp. Pl.: 1016 (1753), p.p.
- Salix schraderiana Willd.